# Ambinany
Ambinany est une commune urbaine malgache située dans la partie est de la région d'Atsimo-Andrefana.